# أليكس كروز
أليكس كروز (بالبرتغالية: Alex Cruz‏) (11 يناير 1985 البرازيل - ) هو لاعب كرة قدم برازيلي، يلعب كلاعب وسط.

## مسيرته

### مسيرته مع الأندية
- 2009 - 2009 لعب مع نادي فلامنغو مباراتين.